# (7565) Zipfel
(7565) Zipfel ist ein Asteroid des äußeren Hauptgürtels, der am 14. September 1988 von dem US-amerikanischen Astronomen S. J. Bus am Cerro Tololo Inter-American Observatory entdeckt wurde.
Der Asteroid wurde am 9. August 2006 nach Jutta Zipfel (* 1964) benannt, die seit 2005 die Sektion Meteoritenforschung im Forschungsinstitut Senckenberg in Frankfurt am Main leitet. Zuvor war sie in der Abteilung Kosmochemie des Max-Planck-Instituts für Chemie in Mainz tätig gewesen.
Die in einer Ellipse verlaufende Bahn des Asteroiden war am 2. April 2007 2,322 astronomischen Einheiten (AE) von der Erde und 2,761 AE von der Sonne entfernt. 